# Atopsyche talamanca
Atopsyche talamanca är en nattsländeart som beskrevs av Oliver S. Flint Jr. 1974. Atopsyche talamanca ingår i släktet Atopsyche och familjen Hydrobiosidae. Inga underarter finns listade i Catalogue of Life. Utbredningsområdet är Mellanamerika.

## Bildgalleri

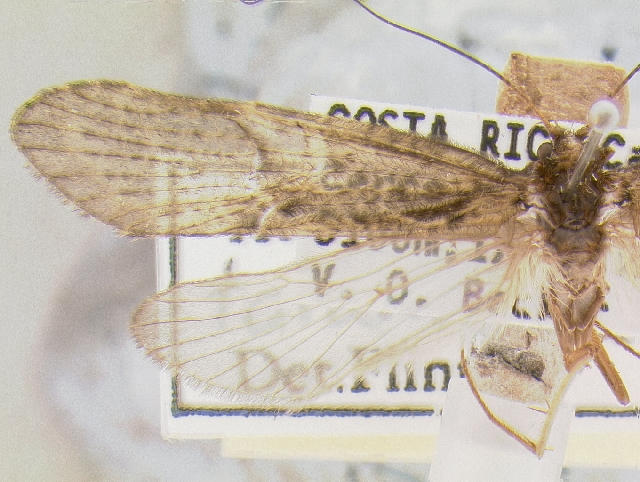